# Bembidion concolor
Bembidion concolor är en skalbaggsart som beskrevs av Kirby. Bembidion concolor ingår i släktet Bembidion och familjen jordlöpare. Inga underarter finns listade i Catalogue of Life.